# Sant Nicolau de Puig Castellar
L'ermita de Sant Nicolau de Puig Castellar, popularment coneguda senzillament com a Sant Nicolau, és una capella del terme municipal de l'Ametlla del Vallès, a la comarca del Vallès Oriental.
Es troba a dalt d'un turó proper a l'Ametlla, uns 700 metres al nord, amb el campanar de l'església parroquial en primer pla.
Datada l'any 1106, figura com a Sant Nicolau de Puig Castellar. A la segona acta de consagració de l'església parroquial de Sant Genís, l'any 1123, ja hi surt esmentada com a subjecta a la parròquia. Al llarg dels temps va ser reformada i engrandida, ja que en la façana del cantó de tramuntana hi ha encara restes d'una petita barbacana o ràfec que demostra la poca alçada dels seus primers temps.
L'actual capella, construïda sobre l'edifici romànic, no permet destriar les parts primitives perquè l'aparell queda ocult per l'arrebossat. És d'una sola nau de planta rectangular, amb unes mesures aproximades de 12 metres per 6. Al mur de ponent, disposa d'un campanar d'espadanya amb un arc de mig punt i de la porta d'accés de llinda plana, on es marca que va reformar-se l'any 1699. També té un ull de bou que es troba a l'alçada del cor. Al mur de migdia hi ha una porta d'estil romànic, es desconeix si és l'original. La darrera restauració data del 1998.
Antigament disposava d'un administrador, nomenat exclusivament per a distribuir les donacions que s'hi feien i mantenir el temple i el camí en bones condicions. A l'exterior, una creu de fusta sobre un munt de pedra commemora el record de la Santa Missió celebrada a l'Ametlla l'any 1913.
En l'actualitat els actes que s'hi celebren són la processó del Divendres Sant, un aplec en una data propera a l'Exaltació de la Santa Creu (14 de setembre) i la festivitat del sant, el 6 de desembre.
Els goigs propis de l'ermita preguen al sant la protecció davant les tempestes: "A l'Ametlla us venerem / tots els d'aquesta Parròquia, / feu que la pedra no hi toqui / ni siam ferits del llamp; / el favor que demanem / lograrem si ens ajudau".